# Uniwersytet Wileński

Uniwersytet Wileński, dziedziniec Skargi, kościół św. Janów, Aula Kolumnowa

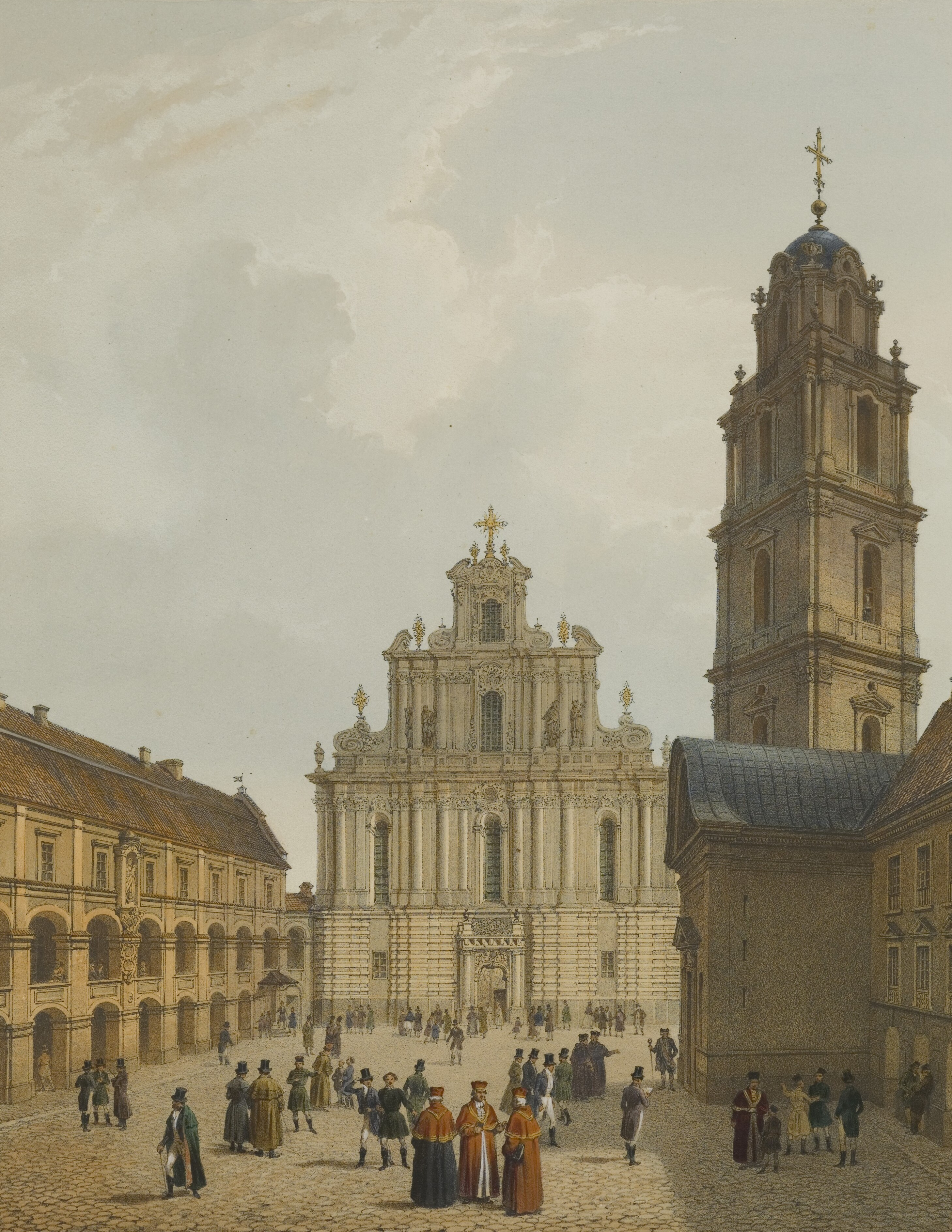
Uniwersytet Wileński, dziedziniec Skargi, kościół św. Janów, Aula Kolumnowa

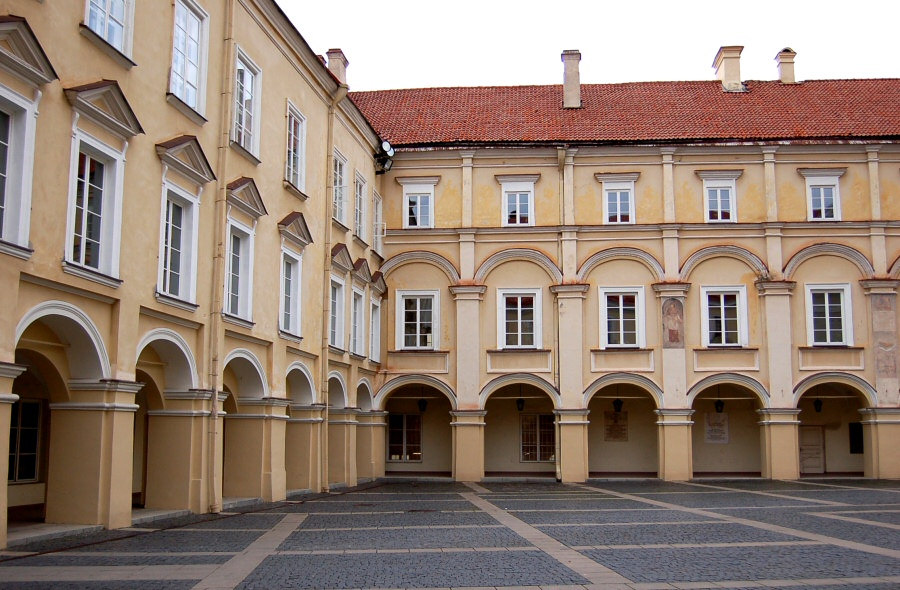
Dziedziniec Piotra Skargi

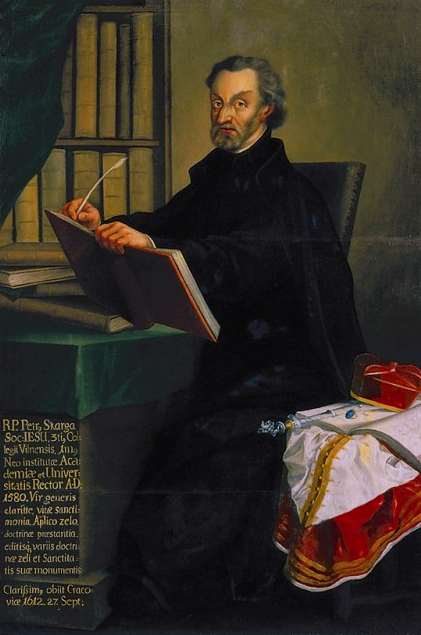
Piotr Skarga, pierwszy rektor Akademii Wileńskiej

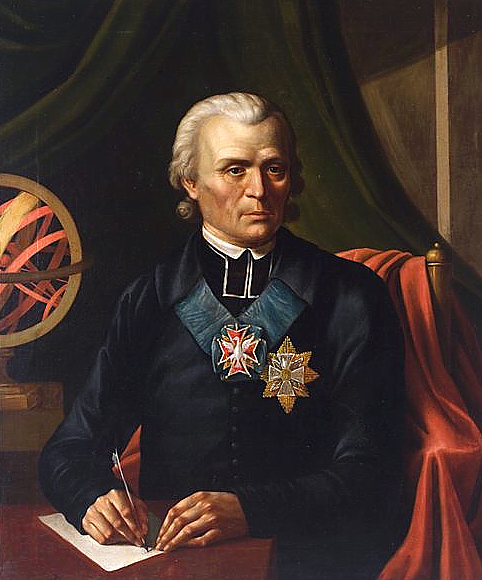
Marcin Poczobutt-Odlanicki SJ, rektor Akademii Wileńskiej w latach 1780–1799

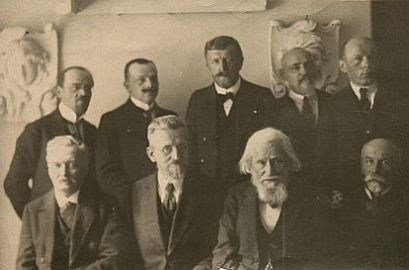
Polscy profesorowie uniwersytetu w okresie II RP

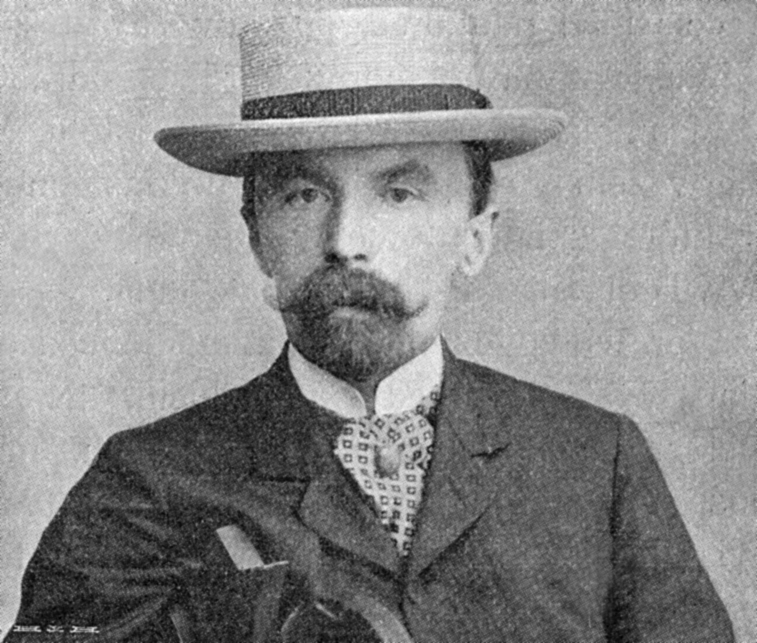
Marian Zdziechowski, rektor Uniwersytetu Stefana Batorego w latach 1925–1926

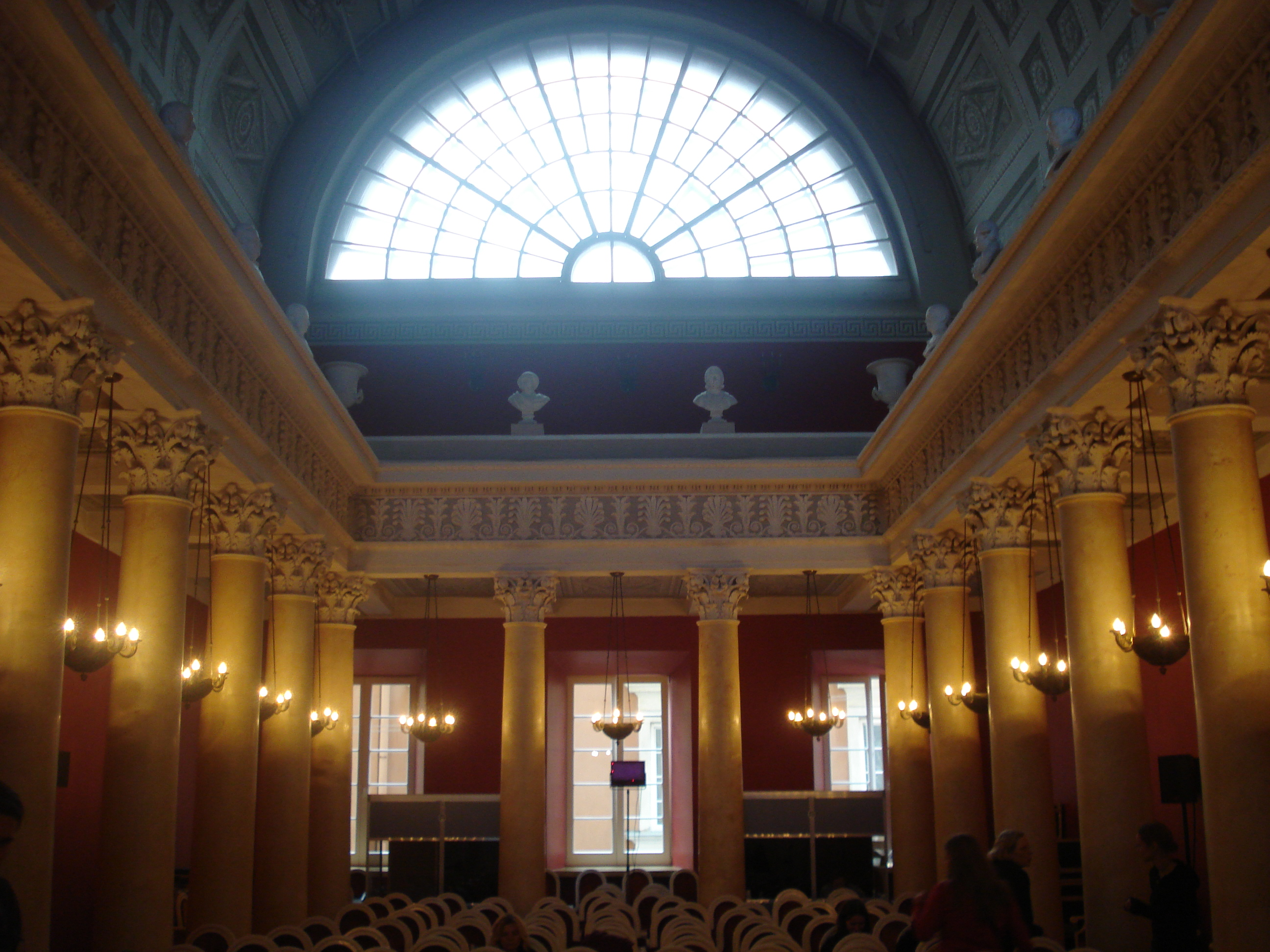
Aula Kolumnowa Uniwersytetu Stefana Batorego

Uniwersytet Wileński (lit. Vilniaus universitetas) – państwowy uniwersytet w Wilnie, założony w 1579 przez króla Stefana Batorego jako Akademia i Uniwersytet Wileński Towarzystwa Jezusowego; po kasacie Towarzystwa Jezusowego (1773) upaństwowiony i zreformowany przez Komisję Edukacji Narodowej; w II Rzeczypospolitej w latach 1919–1939 Uniwersytet Stefana Batorego; trzeci uniwersytet utworzony na ziemiach Rzeczypospolitej Obojga Narodów (drugim był Uniwersytet Albrechta w Królewcu, który otrzymał przywilej od króla Zygmunta Augusta 28 marca 1560) i jeden z najstarszych uniwersytetów w Europie Wschodniej i Północnej; współcześnie nazwę tę nosi uniwersytet litewski.

## Historia

### Uczelnia jezuicka
Uczelnia powstała w roku 1579, kiedy król Stefan Batory przeznaczył środki na przekształcenie Kolegium Jezuitów w Wilnie w Akademię i Uniwersytet Wileński Towarzystwa Jezusowego (łac. Academia et Universitas Vilnensis Societatis Jesu). W tym samym roku ustanowienie tej uczelni oficjalnie zaaprobował papież Grzegorz XIII. Oficjalnym językiem wykładowym była łacina, zaś wykładowcami byli uczeni pochodzący z różnych części Europy. Początkowo posiadała wydziały filozoficzny i teologiczny, później także prawny.
Uczelnia bardzo długo stanowiła jedyną wyższą szkołę na terenie Wielkiego Księstwa Litewskiego założoną w celu krzewienia kultury polskiej na ziemiach północno-wschodnich Rzeczypospolitej, a jej największy rozkwit przypadł na pierwszą połowę XVII wieku. Do najbardziej znanych uczonych związanych z jezuickim okresem uczelni należą m.in. Maciej Kazimierz Sarbiewski SI – polski poeta neołaciński światowej sławy, Wojciech Wijuk Kojałowicz – polski teolog, który jest autorem pierwszej „Historii Litwy”, Marcin Śmiglecki – autor popularnego w całej Europie podręcznika logiki, wykorzystywanego m.in. na uniwersytecie w Oksfordzie. Wówczas w Akademii nauki pobierali m.in. Jan Karol Chodkiewicz – jeden z najwybitniejszych polskich i europejskich dowódców wojskowych początku XVII wieku, oraz Stefan Łuskina – polski jezuita, po kasacie zakonu właściciel i wydawca pierwszego regularnego dziennika w Polsce – Gazety Warszawskiej. Akademia Wileńska stała się ważnym ośrodkiem kontrreformacji w Wielkim Księstwie Litewskim. Jej wykładowcami byli m.in. Piotr Skarga i Jakub Wujek – pierwsi rektorzy Akademii, Marcin Laterna, Mikołaj Łęczycki, Franciszek Bohomolec, Adam Tadeusz Naruszewicz, Marcin Poczobutt-Odlanicki. W XVIII wieku dzięki polskim jezuitom na uczelni tej opracowano zasady gramatyki i ortografii jęz. litewskiego i rozpoczęto wydawanie pierwszych książek po litewsku. W 1753 roku twórcą i organizatorem nowo otwartego obserwatorium astronomicznego i utworzonego przy nim wydziału fizyki i astronomii stał się Tomasz Żebrowski, po jego śmierci pieczę tę objął Marcin Poczobutt-Odlanicki. W 1781 założono uczelniany ogród botaniczny.
Od II poł. XVII wieku Akademia stopniowo traciła na znaczeniu, a ponowny jej rozkwit nastąpił w czasach stanisławowskich, kiedy to podjęto próbę reformy nauczania uniwersyteckiego w duchu oświecenia. Uniwersytety miały stać się w zasadzie wyższymi szkołami zawodowymi.

### Szkoła Główna Litewska
Po kasacie zakonu jezuitów w 1773 roku Akademia została w 1781 roku przejęta i zreformowana na uczelnię świecką przez pierwsze polskie ministerstwo oświaty publicznej – Komisję Edukacji Narodowej. Otrzymała wówczas nazwę Szkoły Głównej Litewskiej (analogicznie Akademia Krakowska została Szkołą Główną Koronną); podporządkowano jej szkoły wojewódzkie. Jednym z elementów reformy było rozpoczęcie wykładania po polsku i litewsku na niektórych wydziałach (literatury i historii Polski i Litwy, nauk przyrodniczych i matematycznych). W okresie tym uczelnia nadal posiadała, oficjalnie tradycyjną, łacińską nazwę „Academia et Universitas Vilnensis” – z której usunięto tylko słowa „Societatis Jesu”. Reforma doprowadziła do rozkwitu uczelni. Nawiązała ona ściślejsze kontakty z nauką europejską zwłaszcza na polu nauk ścisłych. Posiadała m.in. najlepszy w Rzeczypospolitej wydział medyczny.

### Szkoła Główna Wileńska
Po III rozbiorze Polski w 1795 roku uczelnia działała jako Szkoła Główna Wileńska.

### Cesarski Uniwersytet Wileński
W 1803 roku odzyskała swój status i za zgodą cara Aleksandra I funkcjonowała pod nazwą Cesarskiego Uniwersytetu Wileńskiego uzyskując szeroką autonomię. Uniwersytetowi zostało podporządkowane szkolnictwo ośmiu guberni zamieszkałych przez prawie 9 milionów ludzi. Był największą szkołą wyższą nie tylko w zaborze rosyjskim, ale także w państwie rosyjskim. Mimo rozbiorów Polski uczelnia utrzymała wysoki poziom nauczania.
W okresie aż do powstania listopadowego uczelnia przeżyła kolejny, krótki okres świetności i była najsilniejszą pod względem naukowym uczelnią polską. Do najbardziej znanych uczonych tego okresu związanych z Uniwersytetem należą: Wawrzyniec Gucewicz, Jan Śniadecki, Jędrzej Śniadecki, Hieronim Stroynowski, Franciszek Ksawery Narwojsz, Joachim Lelewel, Michał Oczapowski, Szymon Dowkont i Józef Frank – syn Johanna Petera Franka. W okresie tym na uczelni studiowało też dwóch najbardziej znanych polskich poetów romantycznych: Adam Mickiewicz i Juliusz Słowacki. W 1817 r. na uniwersytecie zawiązało się Towarzystwo Filomatyczne.

### Cesarska Wileńska Akademia Medyko-Chirurgiczna
Po stłumieniu powstania listopadowego car Mikołaj I ukazem z 1 maja 1832 zamknął Uniwersytet Wileński. Była to kara za udział wielu uczonych i studentów w powstaniu. Tym samym ukazem car zdecydował o przekazaniu wydziałów medycznego i teologicznego pod zarząd Ministerstwa Spraw Wewnętrznych w celu reorganizacji. Z wydziału medycznego miała powstać akademia medyczna, a z wydziału teologicznego akademia duchowna. Część majątku zlikwidowanego uniwersytetu przeznaczono na potrzeby obu tych uczelni. Obserwatorium Astronomiczne Uniwersytetu Wileńskiego przekazano pod zarząd Akademii Nauk. Zlikwidowany został Wileński Okręg Naukowy, a wszystkie jego szkoły, w tym Liceum Krzemienieckie przyłączono do Białoruskiego Okręgu Naukowego. Bezcenne zbiory biblioteki Liceum Krzemienieckiego do tej pory stanowią fundament Ukraińskiej Biblioteki Narodowej.
Ukazem z 31 sierpnia 1832 roku car Mikołaj I zarządził utworzenie Cesarskiej Wileńskiej Akademii Medyko-Chirurgicznej ze stanem 200 studentów. Jej uroczyste otwarcie nastąpiło 1 września 1832 roku. Akademia funkcjonowała przez następnych 10 lat.
26 kwietnia 1834 roku car zadecydował o przekazaniu tej części majątku Uniwersytetu Wileńskiego, która nie została przejęta przez Akademię Medyko-Chirurgiczną i Akademię Duchowną, do Uniwersytetu św. Włodzimierza w Kijowie i do Cesarskiego Uniwersytetu Charkowskiego.
20 sierpnia 1840 roku na wniosek Ministra Oświecenia Narodowego zdecydowano o przekształceniu Akademii Medyko-Chirurgicznej w wydział lekarski Uniwersytetu św. Włodzimierza w Kijowie.
31 grudnia 1841 roku car Mikołaj I podpisał ukaz o jej ostatecznym zamknięciu w dniu 1 sierpnia 1842 roku.
Wileńska Akademia Duchowna po przeniesieniu w 1842 roku do Petersburga została przekształcona w Cesarską Rzymskokatolicką Akademię Duchowną.

### Uniwersytet Stefana Batorego
Uczelnia została ponownie odtworzona dopiero w 1919 roku. Duże zasługi dla odnowienia Uniwersytetu miał Józef Kazimierz Ziemacki. W czerwcu 1919 powstał Komitet Wykonawczy Odbudowy Wileńskiego Uniwersytetu pod przewodnictwem J. Ziemackiego, mianowano go honorowym rektorem. Wielomiesięczne starania zakończyły się sukcesem. 11 października 1919 roku Józef Piłsudski jako Naczelny Wódz wojsk polskich podpisał Akt (13588/223) otwarcia Uniwersytetu Stefana Batorego w Wilnie oraz wydał rozkaz zawierający statut tymczasowy Uniwersytetu Stefana Batorego. Pierwszym oficjalnym rektorem USB został Michał Siedlecki. Językiem wykładowym w okresie międzywojennym był język polski. Jesienią 1919 roku otworzono sześć wydziałów: Humanistyczny, Teologiczny, Prawa i Nauk Społecznych, Matematyczno-Przyrodniczy, Lekarski z oddziałem farmaceutycznym i Sztuk Pięknych. W 1919 otwarta została Biblioteka Uniwersytecka. W 1920 roku na skutek działań wojennych podczas wojny polsko-bolszewickiej USB przerwał działalność. Latem 1920 roku Armia Czerwona zajęła Wilno, a następnie przekazała je Republice Litewskiej. 26 sierpnia 1920 roku wojska litewskie wkroczyły do Wilna. Dopiero 9 października 1920 roku oddziały wojska polskiego pod dowództwem generała Lucjana Żeligowskiego w operacji wojskowej, która weszła do historii pod nazwą buntu Żeligowskiego, zdobyły ponownie Wilno. USB wznowił działalność jesienią 1921 roku. W kolejnych latach USB wzbogacił się o Ogród Botaniczny, Muzeum Etnograficzne, Muzeum Przyrodnicze oraz Obserwatorium Astronomiczne, założone i kierowane przez Wacława Dziewulskiego. Jednym z najlepszych wydziałów była filologia polska, w cieniu której powstała grupa poetycka Żagary, do której m.in. należeli Teodor Bujnicki i Czesław Miłosz. Na wydziale historii kształcił się wówczas Paweł Jasienica, a wykładali m.in. Henryk Elzenberg, Feliks Koneczny, Henryk Łowmiański, Stanisław Pigoń, Marian Zdziechowski. W 1938 utworzono Wydział Rolniczy. Postanowieniem z 9 kwietnia 1938 utworzono przy USB Państwowe Liceum im. Jana i Jędrzeja Śniadeckich w Wilnie z dniem 1 lipca 1938.

### Okres II wojny światowej
Po agresji ZSRR na Polskę 19 września 1939 Wilno zostało okupowane przez Armię Czerwoną. 28 października 1939 miasto wraz z uczelnią na mocy porozumienia sowiecko-litewskiego z 10 października 1939 roku włączono do Litwy. Wprowadzono po raz pierwszy jako oficjalny język wykładowy język litewski, choć z braku własnych kadr pozostawiono na stanowiskach wielu polskich profesorów, którzy prowadzili zajęcia nadal po polsku. 15 grudnia 1939 roku polska uczelnia została zamknięta przez władze litewskie, które powołały uczelnię z litewskim językiem wykładowym. Z Uniwersytetu Witolda Wielkiego w Kownie przeniesiono Wydział Prawa i Wydział Nauk Humanistycznych, zaś rektorem UW został prof. Mykolas Biržiška. Po okupacji Litwy przez Armię Czerwoną (15 czerwca 1940) i jej aneksji przez ZSRR (3 sierpnia 1940) nastąpiła sowietyzacja uniwersytetu. Po ataku III Rzeszy na ZSRR w 1941 roku i zajęciu Wilna okupacyjne władze niemieckie zezwoliły na kontynuację działalności uniwersytetu. W marcu 1943 roku władze niemieckie zamknęły uniwersytet, a wielu jego profesorów i wykładowców aresztowano i osadzono w niemieckim obozie koncentracyjnym KL Stutthof. Wydziały polskiego Uniwersytetu Stefana Batorego – Teologiczny, Prawa i Nauk Społecznych, Lekarski, Humanistyczny i Matematyczno-Przyrodniczy działały w podziemiu.

### Okres powojenny
Jesienią 1944 roku wznowiono działalność. Uczelnia stała się prowincjonalnym uniwersytetem ZSRR, ale nadal z głównym językiem wykładowym litewskim (a niektóre przedmioty w jęz. rosyjskim).
W 1945 r. polskim profesorom i studentom dawnego Uniwersytetu Stefana Batorego nie pozwolono nauczać na swojej macierzystej wileńskiej uczelni. Wilno znalazło się w granicach Związku Sowieckiego. Kilku profesorów i docentów dawnego Uniwersytetu znalazło się na obczyźnie: w Londynie powstała organizacja o nazwie Społeczność Akademicka USB, której członkami byli m.in. Stanisław Kościałkowski, Wacław Komarnicki, Wiktor Sukiennicki, Walerian Meysztowicz i Marian Bohusz-Szyszko, który utworzył szkołę malarską. Znakomita większość ocalałej kadry naukowej, administracja i studenci przymusowo wysiedleni z ojczystej ziemi, trafiła do Torunia, gdzie powstawał nowy uniwersytet. Do Torunia przyjechali m.in. rektor Władysław Dziewulski i prorektor Tadeusz Czeżowski oraz profesorowie: Jan Prüffer, Henryk Elzenberg, Tymon Niesiołowski, Konrad Górski, Jerzy Remer, Wilhelmina Iwanowska, Stefan Srebrny i wielu innych.
Uniwersytet Mikołaja Kopernika w Toruniu kontynuuje tradycję Uniwersytetu Stefana Batorego. Do Torunia trafiła też część pamiątek po Uniwersytecie Stefana Batorego.
Od odzyskaniu przez Litwę niepodległości w 1990 roku uniwersytet nosi nazwę: Vilniaus Universitetas, a oficjalnym językiem wykładowym jest język litewski, a niektóre studia są prowadzone w jęz. angielskim.
Uniwersytet Wileński jest największą uczelnią Litwy. W roku 2005 studiowało na nim 22 618 studentów, z tego 15 789 w trybie dziennym.
Uniwersytet składa się z 12 wydziałów, posiada również ogród botaniczny, obserwatorium astronomiczne i centrum obliczeniowo-badawcze.

## Rektorzy
Rektorzy Szkoły Głównej Wileńskiej (1779–1803) i Cesarskiego Uniwersytetu Wileńskiego (1803–1832):
- 1779–1780: Jean Chevalier
- 1780–1799: Marcin Poczobutt-Odlanicki, SJ
- 1799–1806: Hieronim Stroynowski
- 1806 – 28 XI 1816: Jan Śniadecki[27]
- 28 XI 1816 – 2 XII 1822: Szymon Malewski
- 2 XII 1822 – 2 XI 1824: Józef Twardowski (aresztowany w okresie 29 V 1823 – 19 VII 1823)[27]
- 2 XI 1824–1831: Wacław Pelikan (rektor dożywotni)[28]

Rektorzy Uniwersytetu Stefana Batorego (1919–1939):
- 1919 Józef Kazimierz Ziemacki Honorowy Rektor, mianowany przed oficjalnym otwarciem USB.
- 1919–1921 Michał Siedlecki – pierwszy oficjalny Rektor USB
- 1921–1922 Wiktor Staniewicz
- 1922–1924 Alfons Parczewski
- 1924–1925 Władysław Dziewulski
- 1925–1926 Marian Zdziechowski
- 1926–1928 Stanisław Pigoń
- 1928–1930 Czesław Falkowski
- 1930–1932 Aleksander Januszkiewicz
- 1932–1933 Kazimierz Opoczyński
- 1933–1936 Witold Staniewicz
- 1936–1937 Władysław Marian Jakowicki
- 1937–1939 Aleksander Wóycicki
- 1939–1945 Stefan Ehrenkreutz

Rektorzy Uniwersytetu Wileńskiego 1940–1955
- 1940–1943 Mykolas Biržiška
- 1944–1946 Kazys Bieliukas
- 1946–1948 Zigmas Žemaitis
- 1948–1955 Jonas Bučas

Rektorzy Uniwersytetu im. Vincasa Kapsukasa 1955–1990
- 1955–1956 Jonas Bučas
- 1956–1958 Juozas Bulavas
- 1958–1990 Jonas Kubilius

Rektorzy Uniwersytetu Wileńskiego 1990–2020
- 1990–2000 Rolandas Pavilionis
- 2001–2012 Benediktas Juodka
- 2012–2015 Jūras Banys
- 2015–2020 Artūras Žukauskas
- od 2020 Rimvydas Petrauskas